# セド・デ・ヴェンガンザ
『セド・デ・ヴェンガンザ』（スペイン語: Sed de venganza）は、アメリカ合衆国のテレノベラ。2024年10月15日、 テレムンドで初公開された。出演はイザベラ・カスティージョ、ダニーロ・カレラ、アレクサ・マルティン。

## 登場人物

### 主要キャラクター
フェルナンダ・リオス / レジーナ・カスターニョ
演 - イザベラ・カスティージョ
フランシスコ・ラミレス / エミリオ・モンテネグロ
演 - ダニーロ・カレラ
エリサ・デル・ピノ
演 - アレクサ・マルティン
ガブリエル・デル・ピノ
演 - カルロス・トーレス
マルセロ・エチェベリ
演 - セバスティアン・カルバハル
エウヘニオ・ベルトラン
演 - ディエゴ・オリベラ
モニカ・ロドリゲス
演 - ダニエラ・マルティネス
アロンソ・デル・ピノ
演 - ロベルト・ロマーノ
ブレンダ・フェレロ
演 - フェフィ・オリヴェイラ
ロベルト・レオン
演 - ロドルフォ・サラス
アナ・デル・ピノ
演 - マリア・ホセ・カマチョ
セバスティアン・デル・ピノ
演 - ハビエル・ポンセ
パトリシア・フローレス
演 - サンドラ・イツェル
フェルミン・ペレス
演 - ウンベルト・ブア
タニア・ビジャヌエバ
演 - ロベルタ・バーンズ
エリカ・フローレス
演 - マリア・ラウラ・キンテロ
クラウディア・フローレス
演 - クラウディア・コイラ
ミルナ・ゲレロ
演 - マリア・エウヘニア・アルボレダ
アルフレド・デル・ピノ
演 - サウル・リサゾ